# لیتل ریور آکادمی (تگزاس)
لیتل ریور آکادمی، تگزاس (به انگلیسی: Little River-Academy, Texas) یک شهر در ایالات متحده آمریکا با جمعیت ۱٬۶۴۵ نفر است که در تگزاس واقع شده‌است.

## موقعیت جغرافیایی
موقعیت جغرافیایی شهرها و مناطق اطراف به شرح زیر است: